# Трекино (Кемеровская область)
Тре́кино — деревня в Ленинск-Кузнецком районе Кемеровской области. Входит в состав Драченинского сельского поселения.

## География
Центральная часть населённого пункта расположена на высоте 171 метра над уровнем моря.

## Население
По данным Всероссийской переписи населения 2010 года, в деревне Трекино проживает 197 человек (94 мужчины, 103 женщины).